# マルッティ・アホ
マルッティ・ヨハンエス・アホ(フィンランド語: Martti Johannes Aho、1896年3月19日 - 1968年6月21日)はフィンランドの軍人。最終階級は陸軍大佐。マンネルハイム十字章二級を2度受章している。

## 経歴
アホは1918年のフィンランド内戦に従軍し、戦間期には国境警備隊中隊長を務めた。
冬戦争が勃発するとアホは第8独立大隊の司令官に就任し、ソ連軍と交戦した。冬戦争の間に彼は2度負傷している。
継続戦争では第11師団第50歩兵連隊の連隊長に就き、ペトロザヴォーツクやカレリアへの進軍でソ連軍に対し大きな成果を上げた。これにより1942年3月1日にマンネルハイム十字章を受章している。その後、彼の連隊はスヴィリ川方面へ配属された。
1944年6月23日には大佐へ昇進。ヴィボルグ-ペトロザヴォーツク攻勢が起こると、アホの連隊はカレリア方面へ異動し、6月27日からタリ＝イハンタラの戦いに参戦した。直後の6月29日に彼は負傷している。
ラップランド戦争ではアーロ・パヤリ少将麾下の連隊として従軍。トルニオの戦いに参戦した。1944年10月16日、アホは再びマンネルハイム十字章を受章した。
1968年6月21日に死去。